# 소녀와 소녀의 휴대폰
소녀와 소녀의 휴대폰(A Green Goodbye: She & Her Mobile)은 한국에서 제작된 민동현 감독의 2009년 드라마 영화이다. 김꽃비 등이 주연으로 출연하였고 우하하 필름 등이 제작에 참여하였다.

## 출연

### 주연
- 김꽃비
- 미쓰라
- 김청수
- 유성훈

## 제작진
- 프로듀서: 민동현
- 동시녹음: 김창훈
- 음향: 송영호
- 미술: 유정은